# Сунгуров, Александр Юрьевич
Александр Юрьевич Сунгуров (род. 15 мая 1951, Москва) — российский общественный и политический деятель, политолог, советский биофизик.
Депутат Ленсовета (1990—1993), в 1990—1993 — председатель постоянной комиссии по науке и высшей школе.
Доктор биологических наук (1989; кандидат биологических наук, 1979). Доктор политических наук (2007; кандидат политических наук, 1996), профессор.

## Биография
В 1968 году окончил школу-интернат № 45 при ЛГУ.

### Научная деятельность (биология)
Окончил физический факультет Ленинградского университета (1974, специализация «молекулярная биофизика»). В 1974—1990 годах — в Центральном научно-исследовательском рентгено-радиологическом институте Минздрава СССР: старший инженер, старший научный сотрудник. В 1980—1990 годах — преподаватель спецкурсов по радиобиологии и биофизике на физическом и биологическом факультетах ЛГУ.
Область научных интересов: биофизика клетки и радиобиология. Кандидат биологических наук по специальности «радиобиология» (1979). Доктор биологических наук по специальности «биофизика» и «радиобиология» (1989, тема диссертации — «Радиобиология клеточной поверхности»).

#### Публикации
Автор более 100 научных работ, в том числе 2 монографий:
- А. Сунгуров. Разделение и анализ клеток физическими методами. — М.: ВИНИТИ, 1985
- А. Сунгуров. Радиобиология клеточной поверхности. — М.: ВИНИТИ, 1988

### Политическая деятельность
Один из организаторов (1987) Ленинградского межпрофессионального клуба «Перестройка», член совета клуба (1987—1990), руководитель секции «Советы народных депутатов». Один из основателей (1989) Петербургского союза учёных.

#### Депутат Ленсовета
В 1990—1993 годах — депутат Ленсовета, был избран при поддержке блока «Демократические выборы-90»; также был поддержан «Зелёным союзом».
В 1990—1993 годах — председатель постоянной комиссии по науке и высшей школе.
Глава делегации Ленсовета в Риге (январь 1991), официальный наблюдатель на референдуме о независимости Грузии (апрель 1991). В августе — декабре 1991 года — член депутатской комиссии по расследованию обстоятельств ГКЧП, председатель рабочей группы по выяснению роли коммунистической партии.

#### После 1993 года
В 1993 году баллотировался в Государственную Думу РФ по округу от блока «Выбор России» (занял 7 место).
В 1994—1995 годах — член Общественной палаты при Президенте РФ.
Помощник депутатов Государственной думы РФ Анатолия Голова (1995), Александра Шишлова (1996—2003), депутата Законодательного собрания Санкт-Петербурга Юрия Гладкова (1995—2007).

#### Партийная деятельность
Сопредседатель Ленинградской «Демократической платформы в КПСС» (1990). В 1990 году вышел из КПСС.
В 1990—1993 годах — член Демократической партии России, в 1991—1992 годах — председатель Санкт-Петербургского отделения, член политсовета. Лидер Либеральной фракции ДПР; в 1993—1995 годах — сопредседатель созданной на её основе партии «Союз прогресса России», вошедшего в движение «Выбор России».

### Научная деятельность (политология)

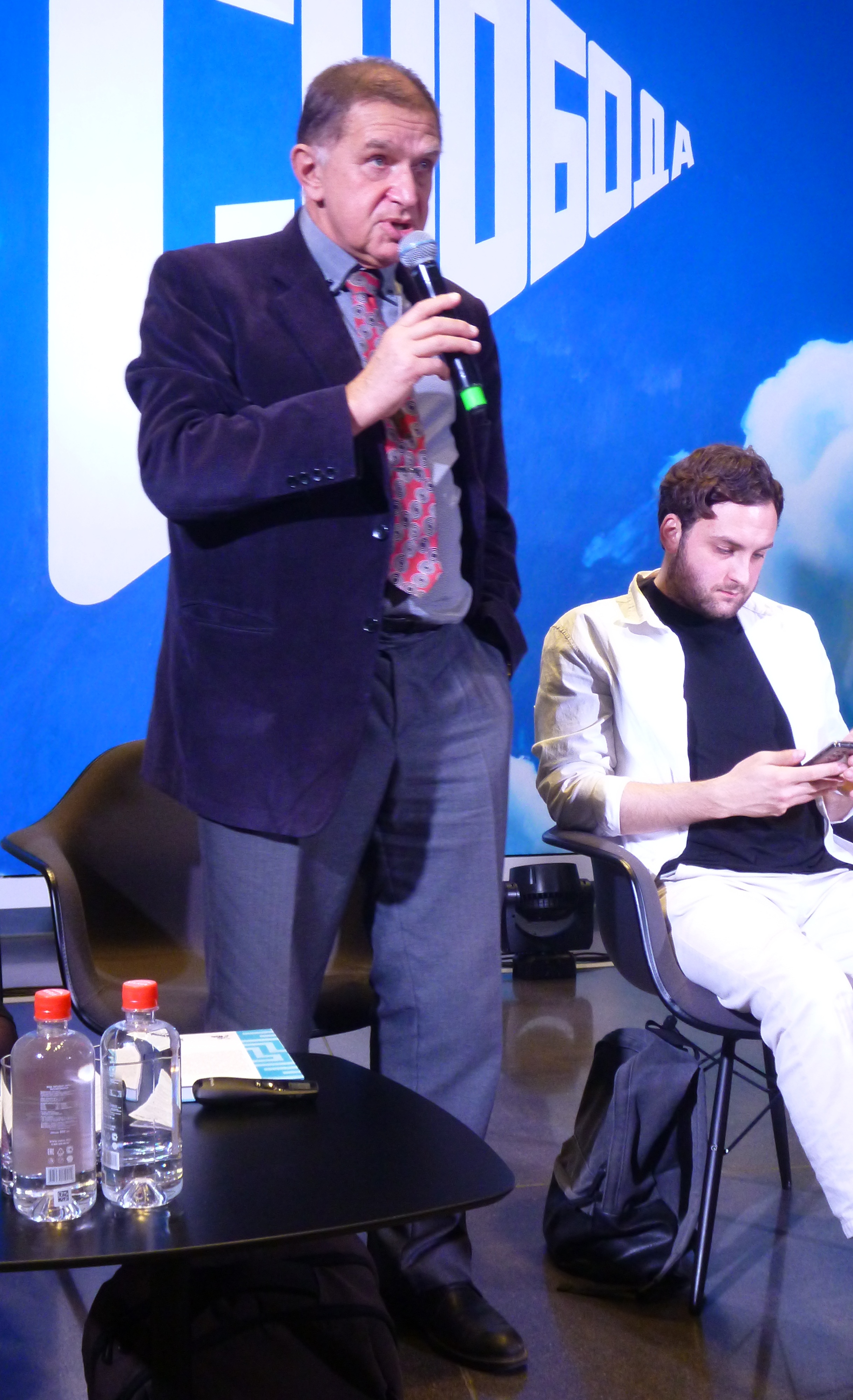
Александр Сунгуров в Ельцин-центре, 11 декабря 2022 года

Получил второе высшее образование, окончив юридический факультет Санкт-Петербургского государственного университета (1994) по специальности «правоведение». Кандидат политических наук по специальности «политические институты и процессы» (1996; тема диссертации — «Становление и развитие политических партий современной России (1990—1993 гг.)»). Доктор политических наук по специальности «политология» (2007; тема диссертации — «Институт омбудсмана: эволюция традиций и современная практика»).
Область научных интересов: демократический транзит, права человека, государственные и общественные институты защиты прав человека, развитие публичной политики, социальные инновации и их механизмы.
- 1992—1996 — профессор кафедры политологии Северо-Западной академии государственной службы.
- 1996 — работал в Институте российских исследований им. Дж. Кеннана (Вашингтон, США) по гранту для региональных исследователей.
- 1996—2005 — доцент, профессор кафедры конфликтологии философского факультета Санкт-Петербургского государственного университета.
- 2005—2024 — заведующий кафедрой прикладной политологии Санкт-Петербургского филиала Государственного университета — Высшей школы экономики.

В 1994—2005 годах был руководителем проектов, тренером и экспертом на семинарах и конференциях для активистов неправительственных организаций, лидеров местного самоуправления и политических партий, проводимых по грантам различных организаций в Санкт-Петербурге и ряде регионов России.
С 1994  по 2016 год — президент Санкт-Петербургского гуманитарного и политологического центра «Стратегия», с 2016 по 2024 год — президент Межрегионального общественной организации Гуманитарно-политологический центр «Стратегия». 
Основоположник института Уполномоченного по правам человека (Омбудсмана) в субъектах Российской Федерации. Разработал, совместно с единомышленниками, и внедрил, при поддержке Федеральных органов, Совета Европы, благотворительных организаций, ряд проектов, направленных на становление и его развитие. В течение длительного периода времени занимался обучением региональных Уполномоченных по правам человека и сотрудников их Аппаратов, содействовал созданию единых методик в деле защиты прав человека
Член Совета при Президенте РФ по содействию развитию институтов гражданского общества и правам человека (2004—2009), председатель экспертного совета по гражданскому образованию и образованию в области прав человека при Комитете по образованию и науке Государственной думы РФ (2002—2005), член Общественного совета при Федеральной Антимонопольной службе РФ (2005—2020), член научного совета и сокоординатор Исследовательского комитета по проблемам прав человека Российской ассоциации политической науки, член Европейского Института омбудсманов, член экспертного совета при Уполномоченном по правам человека в РФ (1998—2016), член Экспертного совета по вопросам контроля достижения национальных целей развития при Комитете Государственной Думы по контролю (с 2022 г.)

## Публикации
Автор более 150 научных публикаций в области политических наук, в том числе 3 книг:
- Сунгуров А. Ю. Этюды политической жизни Ленинграда — Петербурга. 1987—1994 гг. — СПб.: Санкт-Петербургский центр «Стратегия», 1996. — 196 с. — ISBN 5-87427-008-6.
- Сунгуров А. Функции политической системы: от застоя к постперестройке. — СПб.: Санкт-Петербургский центр «Стратегия». — 300 с. — ISBN 5-87427-010-8.
- Сунгуров А. Институт Омбудсмана: эволюция традиций и современная практика (опыт сравнительного анализа). — СПб.: «Норма», 2005. — 384 с.

Редактор 14 сборников и учебного пособия «Институт Уполномоченного по правам человека в субъектах РФ» (2003).

## Награды
- Благодарность Президента Российской Федерации (30 апреля 2008 года) — за большой вклад в развитие институтов гражданского общества и обеспечение защиты прав и свобод человека и гражданина[7].